# Síla osudu
Síla osudu (v originále La forza del destino) je opera Giuseppe Verdiho z roku 1862. Autorem libreta je Francesco Maria Piave, libreto je zpracováním španělské romantické divadelní hry Don Álvaro o la fuerza del sino od Ángela de Saavedra, vévody z Rivasu.

## Vznik díla
Při úspěšném uvedení Verdiho opery Trubadúr v Petrohradu zpíval s velikým úspěchem titulní roli italský tenorista Enrico Tamberlik. Ten navrhl řediteli petrohradského divadla Sabourovovi, aby pro sezónu 1861–1862 objednal od Verdiho původní operu. Verdi objednávku přijal a za předlohu si vybral divadelní hru Victora Huga Ruy Blas. Tento námět byl ale carskou cenzurou zamítnut jako nevhodný. Jako další možný námět byla Verdim vybrána španělská romantická divadelní hra Ángela de Saavedra, vévody z Rivas Don Álvaro čili síla osudu (Don Álvaro o la fuerza del sino). Tato hra měla při svém uvedení v roce 1835 obrovský úspěch a je považována za první španělskou romantickou divadelní hru. Tento námět byl schválen a smlouva s petrohradským divadlem byla podepsána 3. června 1861. Libretistou byl Francesco Maria Piave, který pro Verdiho před tím zpracoval již devět libret. Práce na libretu probíhala od července do listopadu 1861. Hra byla zestručněna z pěti do čtyř jednání, redukován byl i počet osob. Verdi naopak přidal do díla sborové scény a dále scénu z divadelní hry Friedricha Schillera Valdštýnův tábor (Wallensteins Lager). Rovněž byl změněn závěr: Zatímco předloha končí smrtí všech hlavních protagonistů, v opeře Don Alvaro přežije.

## Inscenační historie opery
Verdi s manželkou následně odjel do Petrohradu, aby se podle smlouvy s carským divadlem zúčastnil příprav. Představitelka titulní ženské role Emma La Grua ale onemocněla a premiéra byla Verdim odvolána. Domů se vrátil se zastávkou v Londýně. Za novou představitelku Leonory byla vybrána Caroline Barbot. Verdiovi odjeli znovu do Ruska v září 1862, tentokrát se zastávkou v Moskvě, kde byla uvedena jeho opera Trubadúr. Premiéra Síly osudu proběhla 10. listopadu 1862 s velkým úspěchem. Náklady na uvedení dosáhly 22 000 rublů a sbor opery byl posílen o členy carské gardy. Car Alexandr II. se nemohl ze zdravotních důvodů premiéry zúčastnit. Navštívil až 4. reprízu. Skladatele pak odměnil carským řádem.
Domácí skladatelé byli ale pohoršeni, protože na uvedení Verdiho opery bylo poskytnuto mnohonásobně více prostředků než na uvedení oper domácích.
V únoru 1863 byla opera uvedena v Teatro Apollo v Římě, ale bez výraznějšího úspěchu. Následovalo uvedení v Madridu, kterého se zúčastnil i autor předlohy Ángel de Saavedra. Ten ale nebyl operou nijak nadšen. Podle dobových svědectví dával ostentativně najevo své znechucení. Operu dále uvedly scény v New Yorku (1865), Vídni (1865), Buenos Aires (1866) a v Londýně (1867). Verdi ale nebyl s operou zcela spokojen a nepřál si další uvedení.
Po několika letech se pustil do přepracování díla. Musel hledat nového libretistu, protože Francesco Maria Piave byl po záchvatu mrtvice ochrnutý. Za Piaveho nástupce byl zvolen Antonio Ghislanzoni. Verdi zkomponoval novou předehru, změnil pořadí některých scén a především změnil závěr opery, který v druhé verzi vyznívá smířlivěji. Premiéra druhé verze proběhla v milánské La Scale 27. února 1869. Roli Leonory tehdy zpívala česká sopranistka Tereza Stolzová. Uvedení mělo obrovský úspěch.
Na českých scénách byla opera poprvé uvedena 21. prosince 1926 v Olomouci. V Praze byla poprvé uvedena v Národním divadle 13. dubna 1937.

## Osoby

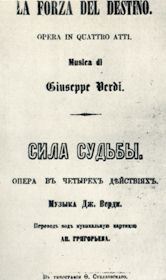
Obálka programu prvního uvedení opery v Petrohradu.

| markýz di Calatrava                                                                    | bas         |
| Donna Leonora di Vargas, jeho dcera                                                    | soprán      |
| Don Carlo di Vargas, jeho syn                                                          | baryton     |
| Don Alvaro                                                                             | tenor       |
| Preziosilla, cikánka                                                                   | mezzosoprán |
| otec Guardiano, františkán                                                             | bas         |
| bratr Melitone, františkán                                                             | baryton     |
| Curra, Leonořina služebná                                                              | mezzosoprán |
| starosta                                                                               | bas         |
| chirurg                                                                                | bas         |
| venkované, venkovanky, mezkaři, mniši, italští a španělští vojáci, markytánky, žebráci | sbor        |

## Děj opery
Síla osudu je dramatická opera o čtyřech dějstvích. Její děj se odehrává v polovině 18. století v Itálii a ve Španělsku.

### První dějství
Sevilla, rodinné sídlo Calatravů, polovina 18. století.
Leonora, dcera markýze Calatravy, je zamilována do Alvara – člověka, který jí podle tehdejších pravidel není roven svým původem, ač pochází z královského rodu Inků. To představuje nepřekonatelnou překážku pro jejího otce markýze Calatravu. Alvaro přemlouvá Leonoru k útěku, je ale přistižen Calatravou v jejích komnatách. Calatrava se jej pokouší zabít, ale je naopak nešťastnou náhodou sám zabit a před smrtí oba milence proklíná.

### Druhé dějství
Španělská vesnice Hornachuelos a klášter v její blízkosti, rok po událostech 1. jednání.
Před hostincem je shluk venkovanů a mezkařů. Cikánka Preziosilla láká muže do vojska. Přichází student, ve skutečnosti Don Carlo, syn markýze Calatravy, který přísahal, že se vzdá svého jména, dokud nezabije vraha svého otce. Putuje krajem v převlečení. Leonora, převlečena za mezkaře, jej pozná. Pod dojmem otcovy kletby se odloučila od Alvara. Nyní po setkání s pomstychtivým bratrem se utíká pod ochranu nedalekého kláštera, neboť se domnívá, že ji Alvaro navždy opustil. Převor Guardiano jí poskytuje rozhřešení a útulek v nedaleké poustevně. Mniši slibují neprozradit tajemství kajícnice.

### Třetí dějství
Vojenské ležení u italského Velletri, rok 1744, Války o rakouské dědictví.
Alvaro marně hledá Leonoru a domnívá se, že již není mezi živými. Dává se proto k vojsku, kde se v bitvě pod cizím jménem spřátelí s Carlosem (ten rovněž vystupuje ještě stále inkognito pod jménem Don Felice, protože podmínky přísahy zatím nebyly splněny). Alvaro mu v další bitvě zachraňuje život a přitom je těžce raněn. Žádá před domnělou smrtí svého přítele, aby spálil dopisy od Leonory, které má u sebe. Z těch Carlos poznává, že se jedná o Alvara. Pečuje o něj, neboť nemůže jako šlechtic vyzvat na souboj těžce raněného.
Následuje scéna z vojenského tábora, kde cikánka Preziosilla rozněcuje nevázaný vojenský život. Mnich – bratr Melitone – se snaží přítomné přimět k pokání, ale jeho úsilí vyzní naprázdno
Po Alvarově uzdravení se Don Carlo nechává poznat a vyzývá Alvara na souboj, během kterého se Alvaro dozví, že Leonora je zřejmě ještě stále naživu. Alvaro přemlouvá Carlose, aby upustil od pomsty a přemohl tak sílu osudu všech tří. Než se to stačí rozhodnout, jsou oba od sebe odděleni svými kolegy. Alvaro se domnívá, že Dona Carla zabil a rozhodne se vstoupit do kláštera.

### Čtvrté dějství

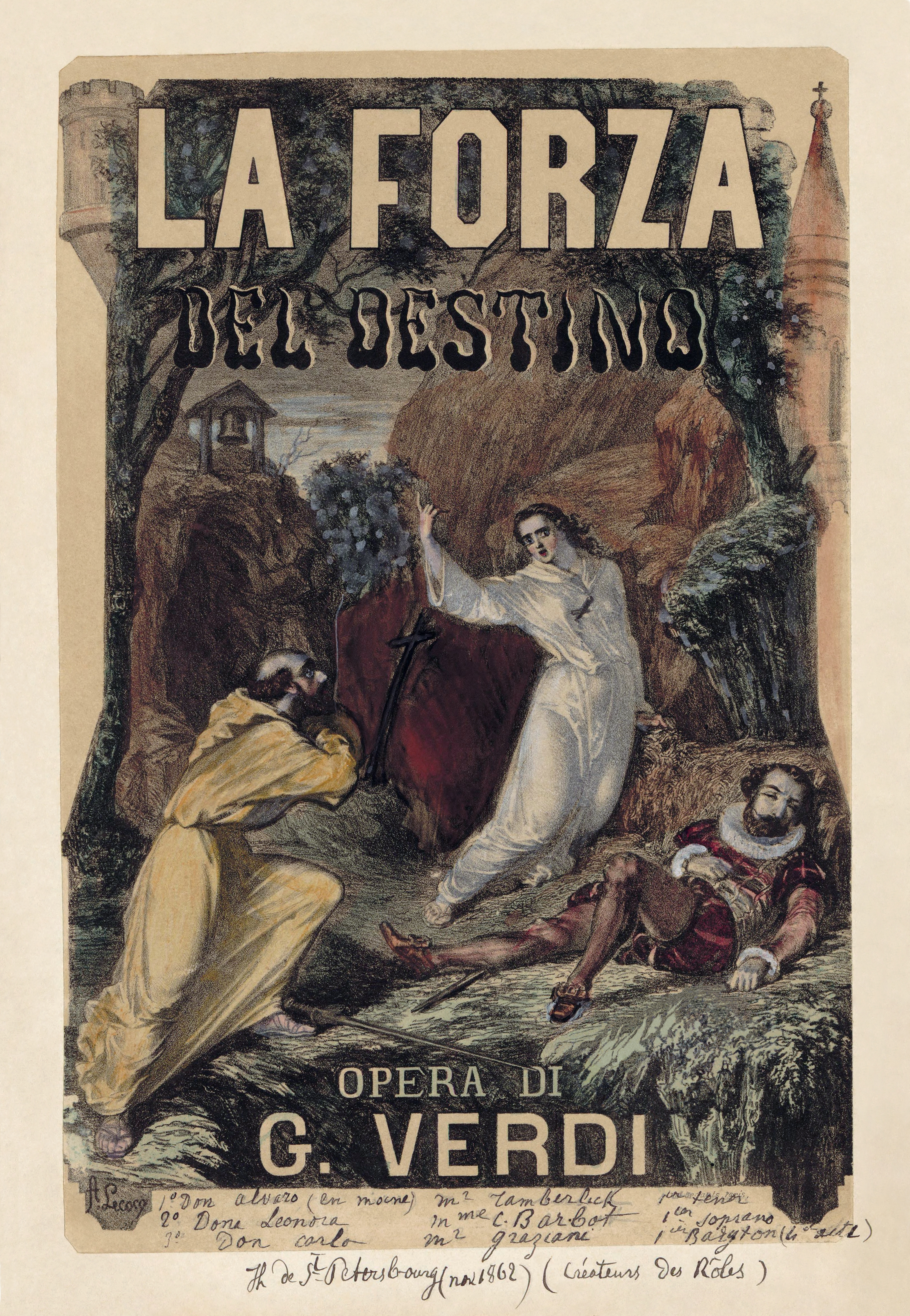
Alexandre Charles Lecocq: plakát k opeře

Klášter v blízkosti vesnice Hornachuelos, o několik let později.
O sedm let později je Carlos stále na cestě za svou pomstou. Alvaro mezitím žije jako bratr Rafael v klášteře, aniž by tušil, že v blízkosti kláštera žije Leonora jako poustevnice. Zprvu odmítá Carlosovu výzvu k souboji. Nakonec mu však pro Carlosovu neústupnost nezbývá, než se chopit zbraně.
Souboj zavádí oba muže až k jeskyni, kde živoří celou tu dobu Leonora. Alvaro před jeskyní Carlose smrtelně zraní a volá poustevníka, aby umírajícího soka vyzpovídal. Místo poustevníka vychází z jeskyně Leonora. Alvaro se nad Carlosovou mrtvolou rouhá a obviňuje Boha ze zlého osudu svého i Leonory a Carlose. Nakonec se nechá přemluvit Leonorou a přivolaným opatem k pokoře a k přijmutí Božího rozhodnutí. Na závěr této scény umírá (na celkové psychické i fyzické vyčerpání) Leonora.

## Kritika
Opera je označována jako dílo, které má jedinou slabinu, a tou je libreto. To nedodržuje jednotu děje, místa a času; mezi jednotlivými jednáními uběhnou značné časové intervaly. Děj je plný těžko uvěřitelných náhod a záměn. Vinu asi nelze svalovat pouze na libretistu Francesco Maria Piaveho, protože ten jen poslušně plnil Verdiho přání.

## Nahrávky
- 2013 rozhlasová nahrávka, sbor Bavorského rozhlasu a Symfonický orchestr Bavorské státní opery, Mnichov, 22. prosinec 2013, dirigent Asher Fisch, osoby a obsazení: Markýz di Calatrava (Vitalij Kovaljov), Leonora (Anja Harteros), Don Carlos (Ludovic Tézier), Alvaro (Jonas Kaufmann), Curra (Heike Grötzinger), Preziosilla (Naďa Krasteva), Starosta (Christian Rieger), Maestro Trabuco (Francesco Petrozzi), Padre Guardiano (Vitalij Kovaljov), Fra Melitone (Rafal Pawnuk).[3]